# Shin Dol-seok
Shin Dol-seok (신돌석), né le 3 novembre 1878 à Yeongdeok, est  un militant pour l'indépendance coréen. Originaire d'une famille de paysans, il fait partie dès 1895 de l'armée vertueuse de Kim Ha-rak qui combattait contre les Japonais. Lorsque ceux-ci établissent leur protectorat en 1905, il fonde sa propre armée vertueuse avec l'aide de sa famille. Forte de ses 300 soldats, cette armée détruit les infrastructures et les maisons  des Japonais dans les monts Taebaek. Trahi par les siens, il est assassiné le 18 novembre 1908.